# Machaerina restioides
Machaerina restioides là loài thực vật có hoa trong họ Cói. Loài này được (Sw.) Vahl mô tả khoa học đầu tiên năm 1805.